# Rafael Fernández Concha
Rafael Fernández Concha (25 de octubre de 1832 - 13 de octubre de 1912, Santiago de Chile) fue un filósofo, teólogo, jurista y profesor de derecho canónico chileno.

## Biografía
Nació en Santiago de Chile el 25 de octubre de 1832; hijo de Pedro Fernández Recio y Rosa de Santiago Concha y de la Cerda. Fue hermano del senador Domingo Fernández Concha y del diputado Pedro Fernández Concha.
Estudió en el Instituto Nacional, donde fue estudiante de Andrés Bello. Cursó Humanidades en el Instituto Nacional y Leyes en la Universidad de Chile, titulándose como Licenciado en Leyes en 1855, con una memoria sobre "La facultad de testar y el artículo 1354 del Proyecto del Código Civil". El título de abogado le fue concedido en 1856. Entre los años 1856 y 1871 fue profesor de Derecho Canónico en la misma universidad, primero como profesor suplente, hasta que en 1863 obtiene el cargo en propiedad. Aparentemente, tuvo una crisis de fe entre los años 1855 y 1857, fruto de su espíritu crítico y de la influencia laicista de la época. Se postula que la causa de esta duda religiosa fue la lectura de las obras de Immanuel Kant, quien en el futuro será su ejemplo más citado y más criticado de cara a las "desviaciones del pensamiento". En 1857 fue elegido miembro de la Facultad de Leyes y Ciencias Políticas. En 1859 ingresó al Seminario Conciliar para prepararse al sacerdocio y se ordenó presbítero en enero de 1860.
En enero de 1863, el arzobispo de Santiago lo nombró promotor fiscal interino; en julio del mismo año pasó a ser provicario; en diciembre de 1864 fue investido como provisor interino; y en marzo de 1866 obtuvo éste cargo en propiedad y continuó desempeñándolo después de la muerte del Rafael Valentín Valdivieso, en calidad de provicario capitular, hasta 1887. A partir de ese momento, quedó sin ocupación en la curia arzobispal, dedicándose entonces a labores literarias y comisiones especiales del prelado.
Fue electo diputado propietario por Rancagua durante el período 1870-1873; integró la Comisión Permanente de Negocios Eclesiásticos. Participó en el Congreso Constituyente de 1870, cuyo objetivo era realizar reformas a la Constitución Política de la República de Chile de 1833.
En 1875 fue elegido miembro de la Facultad de Teología de la Universidad de Chile. Su discurso de incorporación versó sobre la moral independiente.
El 24 de mayo de 1893 fue nombrado vicario general por el arzobispo Mariano Casanova; renunciando al cargo en junio de 1902 por mala salud. El mismo arzobispo lo nombró en julio de 1887 miembro de la Comisión Encargada de disponer lo necesario para la celebración de un Sínodo Diocesano que se celebró en 1895, y en el cual se promulgó un verdadero código de derecho eclesiástico para el gobierno de la diócesis, cuya redacción definitiva fue de Rafael Fernández Concha. La Santa Sede, a solicitud del gobierno de Chile, lo instituyó obispo titular de Epifanía el 14 de enero de 1901. El presidente Germán Riesco lo nombró consejero de Estado.
Murió en Santiago el 13 de octubre de 1912. Sus restos reposan en la cripta de la Catedral Metropolitana de Santiago.

## Pensamiento filosófico

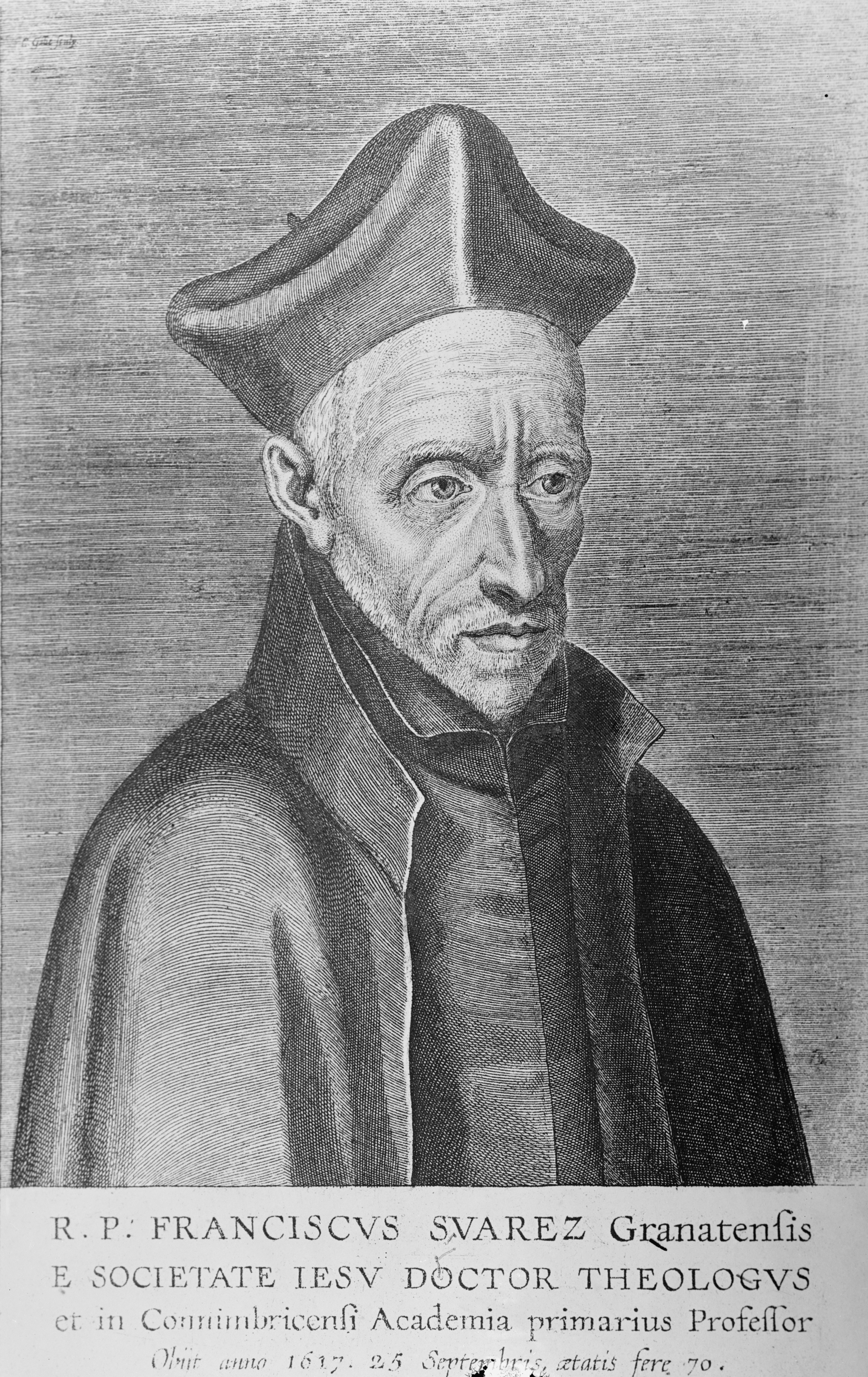
En sus primeras obras, la presencia de Francisco Suárez es importante; pero con el pasar de los años, la influencia de Tomás de Aquino terminaría por imponerse.

En su calidad de teólogo, filósofo y jurista; publicó varias obras en sus temas. Además de Santo Tomás, en su obra hay un clara presencia e influencia de Francisco Suárez y Platón. Su quehacer filosófico estaba orientado a visibilizar los alcances que la religión católica tiene en las vidas de las personas, especialmente en nivel de orientación de las acciones y el afianzamiento del carácter. Por la época, Rafael Fernández Concha se vio en la necesidad de que sus escritos tuvieran una naturaleza más bien divulgativa y pragmática (proponiendo una doctrina jurista), frente al escenario positivista y liberal que la filosofía en Chile vivía en la época.
Rafael Fernández Concha afirmaba que la materia, que es eterna, no existe autárquicamente, la condición de la existencia no la obtiene de su esencia, sino que le es dada por un ser necesario; siendo este argumento la vía para afirmar la existencia divina. Respecto de la verdades ideales, contrarió a Immnauel Kant, argumentado que la condición de verdad de estas ideas no podría ser afirmativa al no estar estas presentes estrictamente en el realidad, en tanto que el conocimiento no puede existir sin el objeto (material) al que se aplica. No obstante, como sí existen verdades ideales que no refieren a objetos materiales, esto nos tendría que llevar a deducir que su verdad descansa en un ser transmundano: Dios.
Respecto del orden moral, Férnandez Concha creía que esta venía dado por la Ley, de modo tal que, sin un legislador, la captación moral es imposible. Toda adscripción a un determinado orden moral no podría darse si no fuera porque existe una entidad superior que permita discriminar entre el bien y el mal. Nuevamente, la figura de Dios aparece como el ente garante del orden de las cosas. Nuestra actuar debe estar dirigido a Dios, en tanto que "si en cuanto seres racionales Dios es nuestro último fin, es claro que para obrar racionalmente, debemos dirigir hacia Él nuestras operaciones".
La contribución de Fernández Concha al derecho a través de sus libros es bien conocida entre los estudiosos del derecho eclesiástico, el derecho educativo, el derecho natural y la filosofía del derecho.

## Obras seleccionadas
- Derecho Público Eclesiástico (1872), en dos volúmenes.
- Filosofía del Derecho o Derecho Natural (1881), en dos volúmenes.
- El matrimonio civil (1887).
- Teología Mística (1889).
- Del hombre en el orden psicológico, en el religioso y en el social (1900).